# Мухор-Тархата
Мухор-Тархата́ (алт. Мукур-Таркатты) — село в Кош-Агачском муниципальном районе Республика Алтай. Образует Мухор-Тархатинское сельское поселение.

## География
Располагается рядом с местом впадения реки Кокузек в Чую.

## Население
| 2010 | 2011 | 2012 | 2013 | 2014 | 2015 | 2016 | 2017 | 2018 |
| ---- | ---- | ---- | ---- | ---- | ---- | ---- | ---- | ---- |
| 910  | ↗913 | ↘868 | ↘829 | ↗840 | ↘816 | ↘807 | ↗811 | ↘783 |
| 2019 | 2020 | 2021 |      |      |      |      |      |      |
| ↗788 | ↘765 | ↗833 |      |      |      |      |      |      |

Национальный состав
Согласно результатам переписи 2002 года, в национальной структуре населения алтайцы составляли 85 % от общей численности населения в 1157 жителей.